# Kościół św. Zygmunta w Królewie
Kościół św. Zygmunta w Królewie – rzymskokatolicki kościół parafialny zlokalizowany w miejscowości Królewo (powiat płoński w województwie mazowieckim). Funkcjonuje przy nim parafia św. Zygmunta, w dekanacie płońskim północnym diecezji płockiej. Obiekt został wpisany do rejestru zabytków 19 stycznia 1958 (nr 17/58) oraz 15 lutego 1962.

## Historia

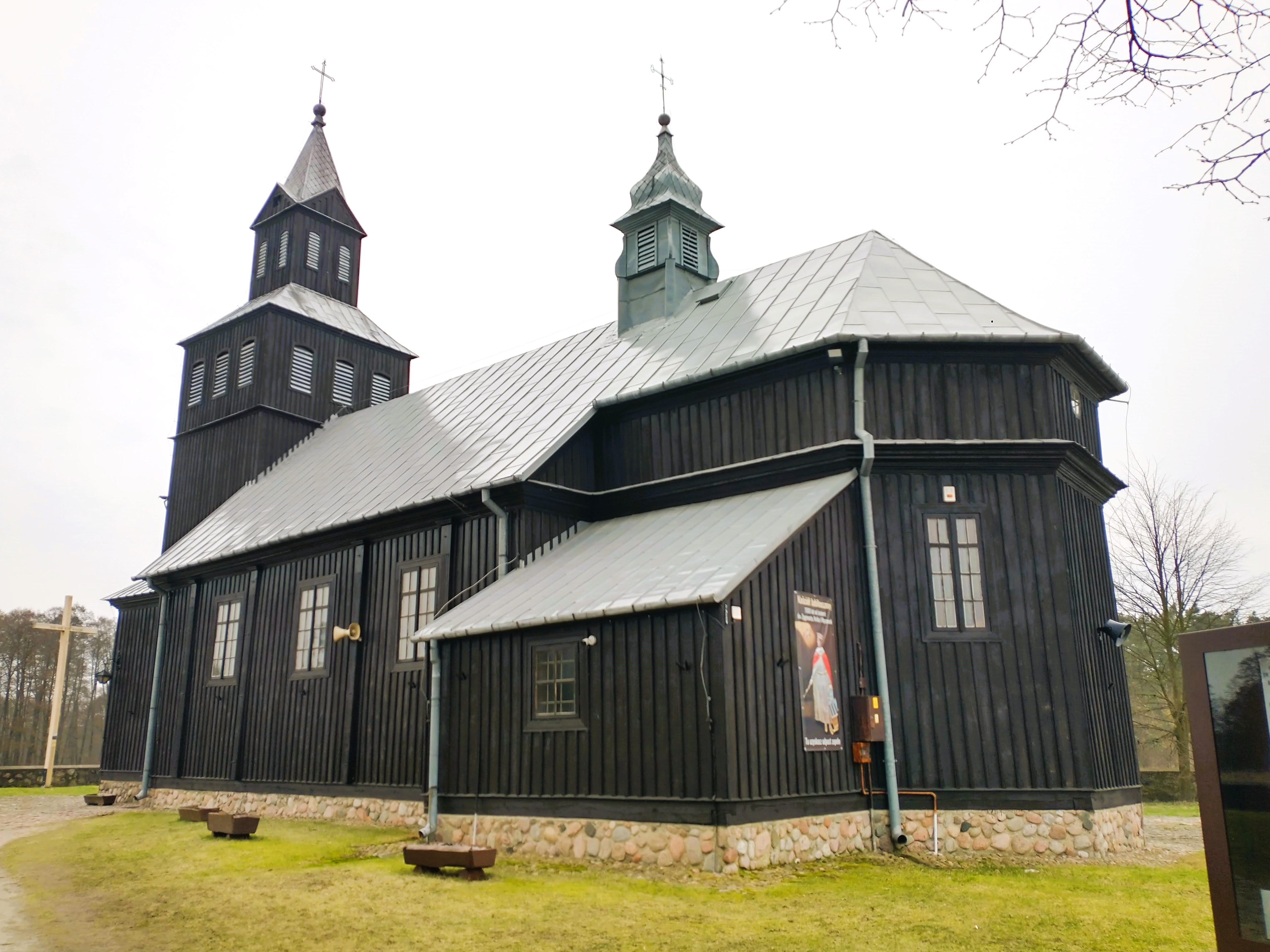
Widok od prezbiterium

Drewniany kościół mógł istnieć we wsi już w końcu XIII wieku, jednak nie dochowały się  na jego temat żadne przekazy. Pierwszy z nich pochodzi z 1599 (wizytacja biskupa płockiego Wojciecha Baranowskiego) i dotyczy drugiej z kolei świątyni: drewnianej, z ceglaną posadzką w prezbiterium i trzema ołtarzami (w głównym umieszczono wizerunek koronacji Matki Bożej). Kolejna wizytacja odbyła się w 1609, a zapisy dotyczące świątyni są podobne (wspomniany był m.in. łuk tęczowy, ołtarz główny murowany, boczne drewniane). Jej fundatorami mogli być Idzikowscy.
Trzeci drewniany kościół (obecny) zbudowano w 1639 (lub 1630), być może z uwagi na zły stan techniczny poprzedniego. Ufundował go biskup płocki Stanisław Łubieński ze środków własnych. Jego poświęcenie nastąpiło 15 lipca 1639, a konsekracji dokonał w 1648 biskup Wojciech Tolibowski (sufragan płocki). W parafii spędzali wakacje klerycy z seminarium pułtuskiego. Chronili się oni tu również przed zarazami w 1603, 1606, 1607, 1626, 1627 oraz 1640.

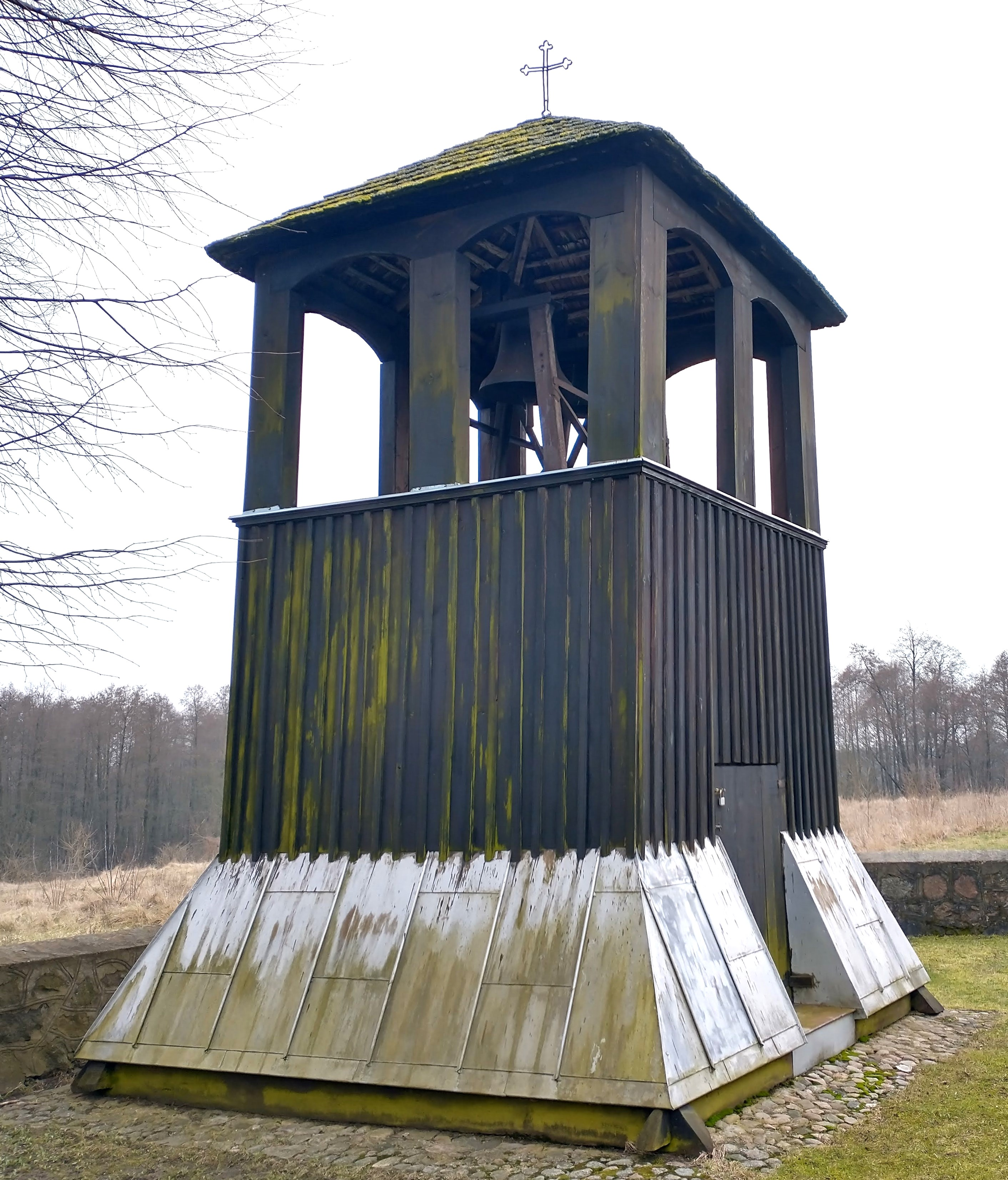
Dzwonnica

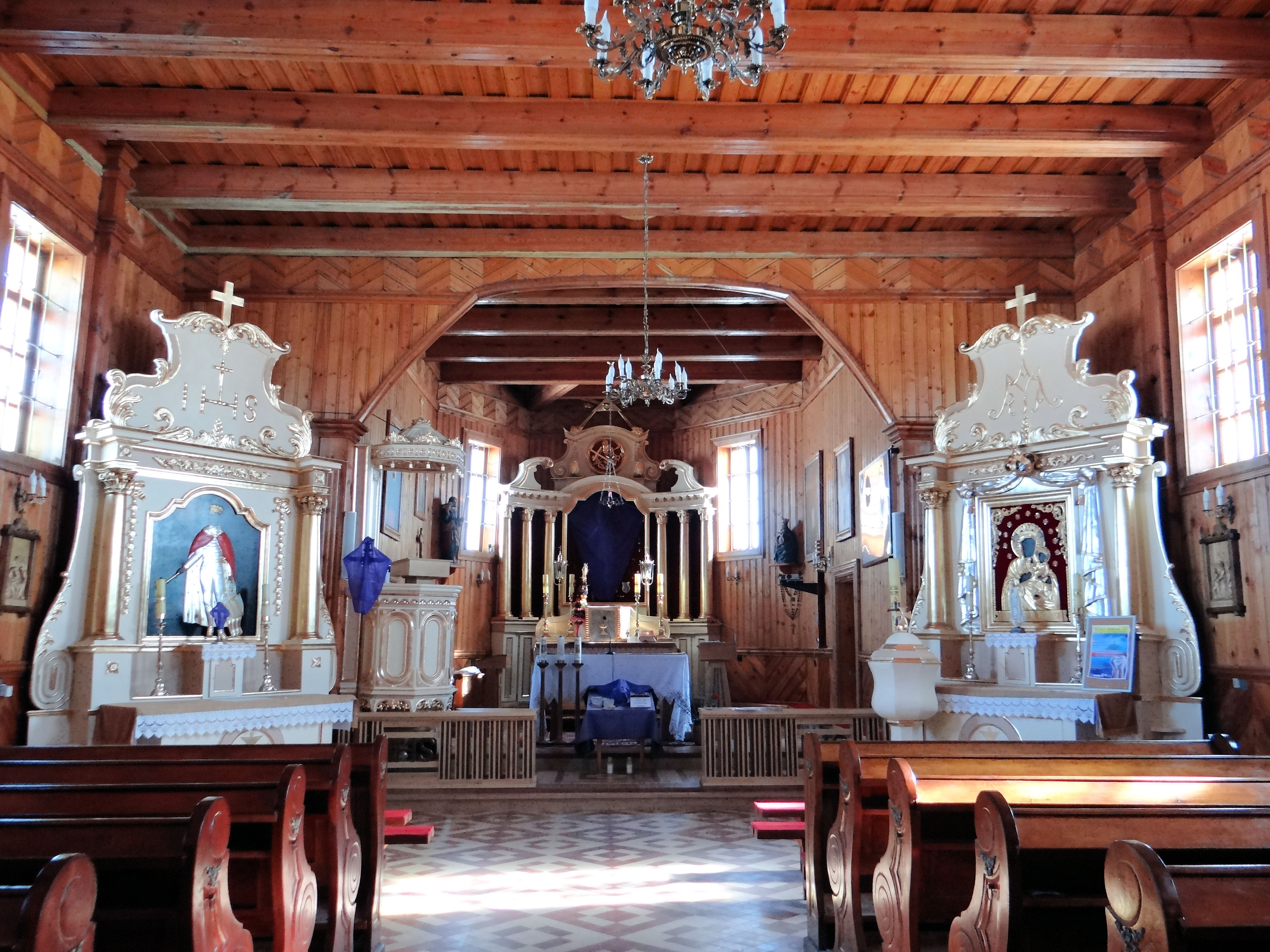
Wnętrze i ołtarze

Opis w protokole wizytacyjnym z 1695 wskazuje, że obiekt był orientowany, miał 26 kroków długości, osiem kroków szerokości w prezbiterium, natomiast w nawie dwanaście. Miał wysokość ośmiu łokci. Podłoga była częściowo ceglana, a częściowo gliniana (klepisko), sufit był drewniany, dach kryty gontem. Kościół miał dziewięć romboidalnych okien, dwoje drzwi i wieżyczkę z sygnaturką. Wewnątrz stały trzy ołtarze (główny został ufundowany przez księdza Jana Brodowskiego, jezuitę z pułtuskiego seminarium w 1639). W XVIII wieku dostawiono ołtarz św. Rocha wraz z kryptą rodzinną sfinansowany przez Adama Kucharskiego dla swoich potomków. W 1792 wzmocniono ściany świątyni kotwiami, a dach pokryto nowymi gontami. Następny poważny remont przeprowadzono w 1846, a kapitalny (bardzo już zły stan techniczny) w 1882 pod kierownictwem proboszcza ks. Edwarda Michniewskiego. Kolejne prace miały miejsce w 1938, ale przerwała je napaść niemiecka na Polskę. W czasie okupacji niemieckiej kościół był czynny liturgicznie. W latach 1947–1948 świątynię oraz dzwonnicę pokryto nowym gontem, a także dokonano rekonstrukcji sygnaturki, natomiast w 1956 zelektryfikowano i przeorganizowano wnętrze. W 1969 pokryto dach blachą ocynkowaną. Generalny remont odbył się w latach 1980-1982. Wymieniono wówczas fundamenty na betonowo-kamienne, a podwaliny na dębowe, ławki częściowo na dębowe, ściany ponownie oszalowano na zewnątrz i wewnątrz, wymieniono stolarkę okienną. Wstawiono też ołtarz soborowy, który był darem księdza Remigiusza Zimaka. Podczas remontu (w nocy z 10 na 11 sierpnia 1981) dokonano kradzieży tabernakulum wraz z sakramentaliami. Sprawców tego czynu nigdy nie ujęto. Poświęcenie kościoła po remoncie miało miejsce 16 czerwca 1985 (biskup Roman Marcinkowski). W 2004 zbudowano drogę dojazdową od strony szosy do Jońca i Sochocina, a na cmentarzu przykościelnym postawiono granitowy pomnik Roku Jubileuszowego.

## Architektura
Obiekt drewniany (sosnowy), konstrukcji wieńcowej, orientowany, stoi na podmurówce kamiennej. Jest jednonawowy, z prezbiterium zamkniętym trójbocznie, zakrystią, bocznym przedsionkiem, kruchtą i drewnianym chórem wspartym na dwóch słupach. Kryty jest sufitem z desek. Dach kryty jest gontem. Od strony południowej do nawy przylega trzykondygnacyjna wieża (remontowana w 1938), kryta blachą ocynkowaną (odgromnik z 1956). Nad nawą zlokalizowana jest sygnaturka kryta gontem (1947). Świątynia jest malowana wewnątrz i zewnątrz w 1938 (na zewnątrz oszalowana). Dachy nad nawą i prezbiterium są dwuspadowe, pokryte blachą, zaś nad przybudówkami pulpitowe z gontami.

## Wnętrze
W prezbiterium znajduje się neobarokowy ołtarz główny pochodzący z drugiej połowy XIX wieku. Zawiera m.in. rzeźbę Chrystusa Ukrzyżowanego oraz XVI–XVIII-wieczne obrazy świętych, częściowo z zasłonami (św. Zygmunt, św. Agnieszka, św. Stanisław Biskup). Do innych elementów wyposażenia należą m.in.: XVII-wieczna rzeźba Matki Bożej z Dzieciątkiem o późnogotyckim charakterze, ośmioboczna chrzcielnica w formie krzyża, ambona i dwa konfesjonały z drewna sosnowego. Organy są czterogłosowe bez pedału i pochodzą z 1898 (były uszkodzone w czasie wojny polsko-bolszewickiej w 1920). Organistą był w parafii Józef Marszałowski odznaczony w 1988 przez Jana Pawła II orderem Pro Ecciesia et Pontifice, za ochronę archiwaliów kościelnych w czasie II wojny światowej.